# جان مولاندر
جان مولاندر (بالسويدية: Jan Molander)‏ هو مخرج ومخرج وممثل سويدي، ولد في 2 أبريل 1920 في السويد، وتوفي في 30 يونيو 2009.

## وصلات خارجية
- جان مولاندر على موقع IMDb (الإنجليزية)
- جان مولاندر على موقع ألو سيني (الفرنسية)
- جان مولاندر على موقع أول موفي (الإنجليزية)
- جان مولاندر على موقع قاعدة بيانات الأفلام السويدية (السويدية)
- جان مولاندر على موقع قاعدة بيانات الفيلم (الإنجليزية)
- جان مولاندر على موقع كينوبويسك (الروسية)